# Mohammed al-Ajami
Mohammed al-Ajami, também conhecido como "Mohammed Ibn al-Dheeb", (Árabe: محمد بن الذيب العجمي‎‎) (Catar, 24 de dezembro de 1975) é um poeta catariano que foi preso entre 2011 e 2016 por acusações envolvendo a segurança do Estado. Antes de sua prisão, ele era estudante de literatura na Universidade do Cairo. Em 29 de novembro de 2012, ele foi condenado à prisão perpétua,  uma sentença comutada em março de 2016 por indulto real.

## Prisão e detenção
Al-Ajami foi convocado para se reunir com oficiais de segurança do estado em 16 de novembro de 2011 em Doha e foi preso quando chegou à reunião. Ele foiacusado de insultar o Emir Hamad Bin Khalifa Al-Thani e "incitar a derrubada do sistema dominante". De acordo com a lei qatariana, a última acusação é punível com a morte. Desde 29 de outubro de 2012, o julgamento de al-Ajami foi adiado cinco vezes; ele também passou cinco meses em prisão solitária.
Em 29 de novembro de 2012, o advogado de Al-Ajami, Najeeb Al Nuaimi, informou que Al-Ajami havia sido condenado à prisão perpétua em um julgamento secreto. O tribunal ouviu testemunho de três especialistas em poesia empregados pelos ministérios da educação e da cultura, que declararam que o poema de al-Ajami havia insultado o emir e seu filho. Ao confessar a autoria do poema, al-Ajami afirmou que ele não tinha a intenção de ser insultante, chamando o emir de "um bom homem". A Associated Press descreveu a sentença de al-Ajami como "o último golpe de uma crescente tentativa de dissidência perceptível em todos os estados árabes do Golfo". Al-Nuaimi também acusou as autoridades de irregularidades processuais, incluindo falsificações de provas, alegações que o procurador-geral Ali Bin Fetais Al-Marri negou.
A base precisa para as acusações não era conhecida publicamente. A Anistia Internacional informou em outubro de 2012 que as acusações pareciam estar relacionadas a um poema de 2010 em que Al-Ajami criticou o emir. Outros ativistas acreditavam que as acusações resultariam de seu poema "Jasmim tunisino", que afirmou que "somos toda a Tunísia diante dos repressivos", referindo-se à revolução tunisina que começou a primavera árabe em toda a região. A BBC News informou que al-Ajami havia lido um poema criticando os governantes árabes antes de uma audiência privada em sua casa, que um membro da audiência então postou on-line.
Em fevereiro de 2013, foi relatado que a sentença de prisão perpétua de Al-Ajami foi reduzida para quinze anos. Os advogados de defesa que procuram o seu lançamento imediato disseram que estavam planej
ando um apelo à Suprema Corte do Catar.

## Liberação da prisão
Al-Ajami foi libertado da prisão em março de 2016 depois que um perdão real comutou sua sentença.

## Resposta internacional
A Anistia Internacional pediu ao governo do Catar que liberte al-Ajami se ele estivesse preso pelo conteúdo de seus poemas, afirmando que nesse caso ele seria um preso de consciência. A Human Rights Watch afirmou que não havia evidências de "que ele ultrapassasse o exercício legítimo de seu direito à liberdade de expressão", e chamou o julgamento de um exemplo do "duplo padrão da liberdade de expressão do Catar".